# 常行村民兵抗日窑洞保卫战斗遗址
常行村民兵抗日窑洞保卫战斗遗址，位于山西省长治市壶关县东井岭乡常行村，是中华人民共和国山西省文物保护单位之一。
1965年5月24日，授予山西省文物保护单位，是一座革命遗址及革命纪念建筑物。